# Louis Trott
Louis Trott (* 15. Dezember 1877 in Haiger; † 3. Oktober 1958 ebenda) war ein deutscher Beigeordneter und Mitglied des Provinziallandtages der Provinz Hessen-Nassau.

## Leben
Louis Trott war der Sohn des Hutmachers Peter Trott (1841–1891) und dessen Ehefrau Elisabetha Völckel (1856–1925).
Nach seiner Schulausbildung erlernte er den Beruf des Groß- und Einzelhandelskaufmann und war anschließend bis 1926 im elterlichen Hutgeschäft tätig.
1905 trat er der SPD bei und gründete die Ortsgruppe Haiger. 1907 war er Reichstagskandidat. In den Jahren von 1908 bis 1933 war er Stadtverordneter in Haiger und dort von 1919 bis 1924 Beigeordneter.
1920 erhielt er ein Mandat für den Nassauischen Kommunallandtags des preußischen Regierungsbezirks Wiesbaden bzw. den Provinziallandtag der Provinz Hessen-Nassau, wo er Mitglied des Finanz-, Bau- und Wahlvorschlagsausschusses war.
Von 1930 bis 1933 übte er das Ehrenamt des Magistratsschöffen aus.
Von 1928 bis 1933, als ihm Berufsverbot erteilt wurde, war er für die Hessen-Nassauische Versicherungsgesellschaft tätig.
Nach dem Zweiten Weltkrieg ernannte ihn die Amerikanische Militärregierung
zum Mitglied des Haigerer Ortskartells. Im November 1945 verurteilten ihn die Amerikaner zu sechs Monaten Gefängnis. Die Strafe verbüßte er ab Februar 1946 im Gefängnis Butzbach, bis er durch Vermittlung des Landrats Kurt Knodt nach vier Monaten entlassen wurde.
Von 1946 bis 1952 war er Mitglied des Kreistages des Dillkreises.
Der Wahlprüfungsausschuss des Deutschen Bundestages musste sich mit Trotts Eingabe (Anfechtung des Wahlergebnisses) beschäftigen. Nach seiner Auffassung sei auf den Wahlausgang zur Bundestagswahl 1949 am 14. August 1949 in unzulässiger Weise Einfluss ausgeübt worden. Für Karl Gaul (FDP), der mit 28,3 % der Stimmen ein Direktmandat erhalten hatte, sei eine Kampagne gestartet worden. Mit der Bundestagsdrucksache 01/2980 vom 7. Dezember 1951 wurde Trotts Einspruch zurückgewiesen.